# Carl Sieber (Politiker)
Carl Sieber (* um 1810 in Schönwalde bei Neiße; † vor 1904) war ein deutscher Rittergutsbesitzer und Parlamentarier.

## Leben
Carl Sieber studierte an der Schlesischen Friedrich-Wilhelms-Universität Breslau. 1829 wurde er Mitglied des Corps Borussia Breslau. Nach dem Studium wurde er Rittergutsbesitzer in Schönwalde bei Ziegenhals im Landkreis Neisse.
1862 saß Sieber als Abgeordneter des Wahlkreises Oppeln 10 im Preußischen Abgeordnetenhaus. Er gehörte der Fraktion des Zentrums an.